# COPPEER
O COPPEER é um framework Peer-to-Peer para desenvolvimento de aplicações, construído em Java.
Trata-se de uma proposta de modelo conceitual para atender aos requisitos típicos de um framework de aplicações, mas orientado ao domínio de aplicações Peer-to-Peer. Tais requisitos foram levantados por analogia aos frameworks para aplicações orientados ao domínio cliente-servidor, tais como o J2EE. O nicho principal de aplicação desta tecnologia é no desenvolvimento de sistemas para colaboração oportunística.
Como parte dos resultados desta pesquisa, foi proposto um esquema de votação dinâmica descentralizado e tolerante a falhas, sem coordenação central, adequado para aplicações peer-to-peer de pequena escala, como editores colaborativos e controle de versão.

## Histórico
O COPPEER, baseado no JXTA, foi desenvolvido em 2004, por Bruno da Rocha Braga, no programa de pós-graduação em Engenharia de Sistemas e Computação da COPPE/UFRJ, sob orientação do prof. Geraldo Xexéo.
Atualmente, o COPPEER 2.0, baseado em RMI, vem sendo desenvolvido por Mutaleci Miranda, ainda sob orientação do prof. Geraldo Xexéo.
Aproximadamente uma dezena de artigos e aplicações já foram desenvolvidos.